# Austropentura hynesorum
Austropentura hynesorum är en bäcksländeart som beskrevs av Günther Theischinger 1988. Austropentura hynesorum ingår i släktet Austropentura och familjen Austroperlidae. Inga underarter finns listade i Catalogue of Life.